# Ludwik Tyrka
Ludwik Tyrka (ur. w 1864 w Porębie Radlnej, zm. 30 września 1952 w Piotrkowicach) – polski strażak, polityk, senator III kadencji w II RP.
Rolnik. W 1906 roku wójt Poręby Radlnej. W 1907 roku zastępca posła do Rady Państwa, ks. Michała Żygulińskiego. W 1908 roku od władz austriackich otrzymał Srebrny Krzyż Zasługi z Koroną. Jak podaje „Nowy Dzwonek” z 15 marca 1910 roku: 

Odznaczenie wójta. Wójt gminy Poręba Radlna obok Tarnowa p. Tyrka otrzymał od Cesarza srebrny krzyż zasługi z koroną za chlubne prowadzenie swego urzędu i za pracę położoną około budowy nowego kościoła.

Zarządca majątku Sanguszków w Piotrkowicach, a następnie właściciel tzw. resztówki w tej miejscowości. Od roku 1914 prezes Zarządu Powiatowego Towarzystwa Kółek Rolniczych w Tarnowie. Zastępca członka Powiatowego Komitetu Narodowego w Tarnowie w 1914 roku. W 1918 roku działacz Stronnictwa Katolicko-Ludowego. Sprawował zarząd nad Ochotniczą Strażą Pożarną w Piotrkowicach. Zwolennik sanacji.
W wyborach parlamentarnych w 1930 roku wybrany senatorem III kadencji (1930–1935).
Pochowany na cmentarzu parafialnym w Porębie Radlnej.